# Le Faou
Le Faou (bretonsko Ar Faou) je naselje in občina v severozahodnem francoskem departmaju Finistère regije Bretanje. Naselje je leta 2008 imelo 1.822 prebivalcev.

## Geografija
Kraj leži v pokrajini Cornouaille ob začetku estuarija Le Faou, znotraj naravnega regijskega parka Armorike, 30 km jugovzhodno od Bresta. 

## Uprava
Le Faou je sedež istoimenskega kantona, v katerega so poleg njegove vključene še občine Lopérec / Lopereg, Pont-de-Buis-lès-Quimerc'h / Pont-ar-Veuzenn-Kimerc'h in Rosnoën / Rosloc'hen s 6.505 prebivalci.
Kanton le Faou je sestavni del okrožja Châteaulin.

## Zanimivosti
- lesene stavbe ob glavni mestni ulici,
- župnijska renesančna cerkev Presvetega Odrešenika, zgrajena v času od 1544 do 1680 pod pokroviteljstvom Malteškega viteškega reda, francoski zgodovinski spomenik,
- romarska cerkev Notre-Dame de Rumengol iz 16. stoletja.

## Pobratena mesta
- Modbury (Anglija, Združeno kraljestvo);